# Vainer Aurel
Vainer Aurel (Hebreeuws אאורל ויינר) (Ștefănești (district Botoșani), 10 januari 1932 – Boekarest, 31 oktober 2021) was Roemeens politicus en econoom van Joodse afkomst.
Aurel was tot 2020 voorzitter van de Federatie van Joodse Gemeenschappen in Roemenië en lid van het Roemeense parlement als vertegenwoordiger van de Roemeense politieke partijen van etnische minderheden. Hij ging in november 2020 met pensioen. Hij overleed op 89-jarige leeftijd in het militair hospitaal in Boekarest.
- Bibliothèque nationale de France: cb16562153f (data)
- Gemeinsame Normdatei: 1153713942
- International Standard Name Identifier: 0000 0000 6867 5902
- Library of Congress Control Number: nb2012020007
- Nationale Bibliotheek van Israël: 987007304928605171
- Système universitaire de documentation: 156560011
- Virtual International Authority File: 98520482
- WorldCat: E39PBJf4ggfMWX6fBTCPx9Gyh3